# Derek B. Miller
Pour les articles homonymes, voir Miller.
Derek B. Miller, né en 1970 à Boston, dans l'État du Massachusetts, est un écrivain américain, auteur de roman policier.

## Biographie
Né à Boston dans une famille juive originaire d'Europe de l'Est au tournant du XXe siècle, Derek B. Miller grandit dans la petite municipalité de Wellesley (Massachusetts). Il fait des études au Wellesley High School (en), au Sarah Lawrence College et à l'école des Affaires étrangères de l'université de Georgetown. Il obtient en 2004 un Ph. D en relations internationales avec mention de l'université de Genève.
À partir de 1994, il travaille dans le milieu des relations internationales. Il réside à Oslo avec sa femme, Camilla Waszink, une Norvégienne, et leurs deux enfants.
En 2012, il publie son premier roman, Dans la peau de Sheldon Horowitz (Norwegian by Night), premier volume d'une série consacrée à Sigrid Ødegård, inspecteur en chef à Oslo. Avec ce roman, il est lauréat du prix John Creasey New Blood Dagger 2013 et est nommé dans la catégorie premier roman pour le prix Barry et le prix Macavity.

## Œuvre

### Romans

#### SérieSigrid Ødegård
- Norwegian by Night (2012)[1] Publié en français sous le titre Dans la peau de Sheldon Horowitz, traduit par Sylvie Schneiter, Paris, Les Escales éditions, 2013   (ISBN 978-2-36569-029-4) ; réédition, Paris, 10/18, coll. « Littérature étrangère » no 4871, 2014  (ISBN 978-2-264-06043-3)
- American by Day (2018)

#### SérieSheldon Horowitz
- How to Find Your Way in the Dark (2021)

#### Autre roman
- The Girl in Green (2016)

## Prix et distinctions

### Prix
- Prix John Creasey New Blood Dagger 2013 pour Norwegian by Night[2]

### Nominations
- Prix Barry 2014 du meilleur premier roman pour Norwegian by Night[3]
- Prix Macavity 2014 du meilleur premier roman pour Norwegian by Night[4]
- Gold Dagger Award 2017 pour The Girl in Green[2]
- Gold Dagger Award 2019 pour American by Day[2]